# Juillet 1818

## Événements
- 29 juillet, France : création de l'institution nommée Caisse d'Epargne et de Prévoyance à Paris par Jacques Laffitte et Benjamin Delessert.

## Naissances
- 1er juillet : Ignace Philippe Semmelweis (mort en 1865), médecin obstétricien austro-hongrois.
- 16 juillet : Jean-François-Albert du Pouget de Nadaillac (mort en 1904), administrateur, paléontologue et anthropologue français.
- 25 juillet : Johann Jakob von Tschudi, diplomate, explorateur et naturaliste suisse († 1889).
- 30 juillet : Emily Brontë, écrivain britannique († 1848).

## Décès
- 6 juillet : Jean Henri Dombrowski, général polonais de la Révolution française.
- 26 juillet : Alphonse Hubert de Latier de Bayane, cardinal et duc français (° 30 octobre 1739).
- 28 juillet : Gaspard Monge, mathématicien français inventeur de la géométrie descriptive (° à Beaune en 1746).

- Joseph Arnold (né en 1782), naturaliste britannique.